# Мендоса, Брильянте
Брильянте Мендо́са, также Данте Мендоса  (исп. Brillante Mendoza, 30 июля 1960, Сан-Фернандо, Пампанга, Филиппины) – филиппинский кинорежиссёр, оператор, продюсер. На 62 Каннском кинофестивале за свой фильм «Убой» удостоен награды за лучшую режиссуру.

## Биография
Закончил католический Университет Святого Фомы в Маниле, где изучал рекламное искусство. Начинал как художник-дизайнер в театре, кино и на телевидении. В 2005 году создал объединение независимых кинематографистов Centerstage Productions (CSP). Преподавал режиссуру в Киноакадемии Пусана.

## Фильмография
- 2005: Массажист / Masahista (Золотой леопард МКФ в Локарно)
- 2006: Летняя жара / Kaleldo
- 2006: Учитель / Manoro
- 2007: Фантазия / Pantasya
- 2007: Воспитанник / Foster Child (премии МКФ в Дурбане и Брисбене)
- 2007: Рогатка / Tirador (премия Калигари на Берлинском МКФ, специальная премия жюри на МКФ в Марракеше, две премии Сингапурского МКФ)
- 2008: Сербис / Serbis (номинация на Золотую пальмовую ветвь Каннского МКФ, Золотая киннара на МКФ в Бангкоке)
- 2009: Убой / Kinatay (премия Каннского МКФ лучшему режиссёру и за лучшую постановку)
- 2009: Лола  / Lola (номинация на Золотого льва Венецианского МКФ)
- 2011: Пленник/ Captured (представлена на Берлинский МКФ 2012, номинация на Золотого медведя)
- 2012: Чрево твое/ Thy Womb (две премии Венецианского МКФ)